# Jaskinia w Krzyżanowicach Górna
Jaskinia w Krzyżanowicach Górna (Jaskinia nad Stawem) – jaskinia na terenie Niecki Nidziańskiej. Wejście do niej znajduje się niedaleko wsi Gacki-Osiedle (Niecka Solecka), na południe od nieczynnego, zalanego wodą, kamieniołomu Gacki, w dużym leju krasowym, na wysokości 215 m n.p.m. Długość jaskini wynosi 60 metrów, a jej deniwelacja 6 metrów.

Jaskinia jest pomnikiem przyrody i jak do tej pory jedyną jaskinią w Niecce Nidziańskiej, w której znajduje się stanowisko archeologiczne.

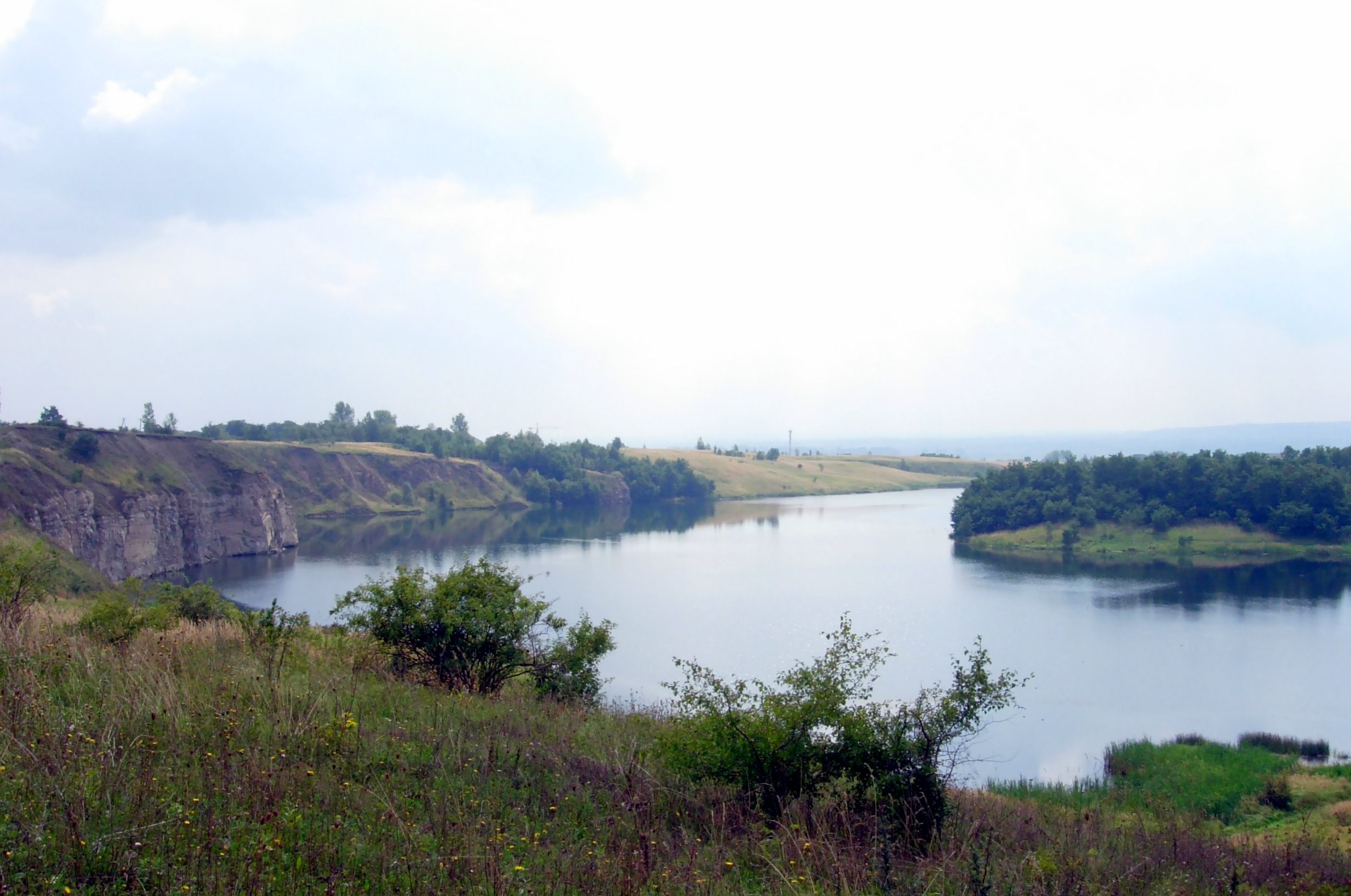
Stary kamieniołom w Gackach

## Opis jaskini
Główną częścią jaskini jest obszerna, pozioma sala (12 m długości i  8 m szerokości) znajdująca się zaraz za dużym otworem wejściowym. Odchodzą z niej niewielkie kominki oraz:
- na lewo od wejścia, za niewielkim progiem, krótki korytarzyk zakończony kominkiem
- na wprost od wejścia ciągnie się korytarz, na początku niski, później wysoki, kończący się niskim i błotnistym korytarzykiem z niewielkimi odnogami[2].

## Przyroda
W jaskini brak jest nacieków. Ściany są wilgotne, niski korytarz na początku bywa zalewany wodą tworząc syfon. Jaskinię odwiedzają lisy.

## Historia odkryć
Jaskinia była znana od dawna. Jej pierwszy opis i plan sporządził Kazimierz Kowalski w 1954 roku.

## Badania archeologiczne
Badania archeologiczne prowadzone były od 1994 roku przez naukowców z Uniwersytetu im. Adama Mickiewicza w Poznaniu. Wykazały, że w jaskini zamieszkiwali ludzie co najmniej od l wieku p.n.e. Odkryto pozostałości osadnictwa kultury łużyckiej, przeworskiej oraz okresów wczesnego i późnego średniowiecza.